# Neuve-Église
Neuve-Église es una localidad y comuna francesa, situada en el departamento de Bajo Rin en la región de Alsacia.

## Demografía
| 451 | 455 | 525 | 580 | 597 | 620 | 620 | 621 | 623 | 626 | 619 |
| Para los censos de 1962 a 1999 la población legal corresponde a la población sin duplicidades (Fuente: INSEE [Consultar]) |     |     |     |     |     |     |     |     |     |     |